# Syðradalur (Kalsoy)
 For alternative betydninger, se Syðradalur. (Se også artikler, som begynder med Syðradalur)
Syðradalur er den sydligste bygd på østsiden af Kalsoy, Færøerne. Syðradalur var beboet i 1600-tallet, men er af ukendte årsager blevet forladt. Det nuværende Syðradalur blev grundlagt i 1812 af beboere fra bygden Blankskáli på vestsiden af øen. De fraflyttede deres gamle bygd, fordi den blev delvis ødelagt af et fjeld og sneskred.
Bilfærgen "Sam" sejler flere gange om dagen fra Klaksvík til Syðradalur, hvorfra der er forbindelse til de øvrige bygder på øen gennem fem tunneller.
Bygdens veje er Dalsgøta, á Bakkanum og Knúksdalur.
Syðradalur er omgivet af høje fjelde. I umiddelbar nærhed ligger det 743 m høje Botnstindur og det 703 m høje Gríslatindur
Der findes en bygd på Streymoy der også hedder Syðradalur (Streymoy)

## Historie
1809 blev den lille bygd Blankskáli om foråret ramt af et sneskred, der ødelægger flere af udhusene. De forskrækkede beboere flytter til Leirvík og senere til den forladte bygd Syðralur, hvor de begyndte at bygge nye huse.
1812 flyttede den første af Blankskális beboere Joen Clemmesen ind i sin nybyggede gård og 1816 flyttede de sidste af Blankskális beboere til bygden.
I løbet af 1800-tallet blev der tilføjet yderligere tre huse til de fem oprindelige huse, således at bygden i 1900 bestod af otte huse og en skole, der blev bygget i 1886.
1855 knuste en voldsom bølge en båd fra bygden, der var ved at blive trukket op på land og rev en mand med til havs.
1963 forulykkede en båd med tre mand på fiskeri. Ulykken satte yderligere gang i fraflytningen fra bygden.
Bygden  fik strøm fra SEV i 1966 og en færgehavn i 2005.
I 2000 blev et monument for omkomne søfolk fra bygden indviet.

## Kendte personer
- Bjørn Kalsø (* 1966), en færøsk politiker fra Sambandsflokkurin, bor i Syðradalur.

## Galleri
| - Syðradalur - Syðradalur - Mindesmærke for omkomne søfolk fra bygden 1. 2. - Wikimedia Commons har flere filer relateret til Syðradalur (Kalsoy) - faroeislands.dk - www.trap-faeroeerne.lex.dk - Fotos fra Faroestamps Arkiveret 25. maj 2011 hos Wayback Machine 62°14′45″N 06°39′50″V / 62.24583°N 6.66389°V \| \| Infoboks uden skabelon Denne artikel har en infoboks dannet af en tabel eller tilsvarende. \| |                                                                                            |
| | Infoboks uden skabelon Denne artikel har en infoboks dannet af en tabel eller tilsvarende. |